# Christian Fassnacht
Christian Fassnacht (Zúrich, 11 de noviembre de 1993) es un futbolista suizo que juega en la demarcación de centrocampista para el B. S. C. Young Boys de la Superliga de Suiza.

## Trayectoria
Fassnacht se formó en la cantera del FC Zürich para posteriormente seguir su formación en el FC Thalwil de la 2.ª liga interregional y la 1.ª liga Clásica de la temporada desde 2010-11 a 2013-14. Seguidamente firmó con el FC Tuggen de la Liga de Promoción. En enero de 2015 fue contratado por el FC Winterthur de la Challenge League. En la temporada 2016-17, Fassnacht se marchó al FC Thun de la Superliga, donde marcó diez goles. En la temporada 2017-18 se marchó al BSC Young Boys, con el que anotó once goles en su primera temporada, ayudando así a conseguir el título de liga para el club.

## Selección nacional
Debutó con la selección de fútbol de Suiza el 12 de octubre de 2018. Lo hizo en un partido de la Liga de Naciones de la UEFA 2018-19 contra Bélgica que finalizó con un resultado de 2-1 a favor del combinado belga tras los goles de Mario Gavranović para Suiza, y un doblete de Romelu Lukaku para Bélgica.

### Participaciones en Copas del Mundo
| Mundial      | Sede  | Resultado        | Partidos | Goles |
| ------------ | ----- | ---------------- | -------- | ----- |
| Mundial 2022 | Catar | Octavos de final | 1        | 0     |

### Goles internacionales
| # | Fecha                   | Estadio                       | Oponente          | Gol | Resultado | Competición                         |
| - | ----------------------- | ----------------------------- | ----------------- | --- | --------- | ----------------------------------- |
| 1 | 18 de noviembre de 2019 | Estadio Victoria, Gibraltar   | Gibraltar         | 0-3 | 1–6       | Clasificación para la Eurocopa 2020 |
| 2 | 3 de junio de 2021      | Kybunpark, San Galo, Suiza    | Liechtenstein     | 2-0 | 7-0       | Amistoso                            |
| 3 | 3 de junio de 2021      | Kybunpark, San Galo, Suiza    | Liechtenstein     | 4-0 | 7-0       | Amistoso                            |
| 4 | 9 de octubre de 2021    | Stade de Genève, Lancy, Suiza | Irlanda del Norte | 2-0 | 2–0       | Clasificación para el Mundial 2022  |

## Clubes
| Club                | País       | Año       | Partidos | Goles |
| ------------------- | ---------- | --------- | -------- | ----- |
| F. C. Tuggen        | Suiza      | 2013-2014 | 18       | 11    |
| F. C. Winterthur    | Suiza      | 2014-2016 | 49       | 11    |
| F. C. Thun          | Suiza      | 2016-2017 | 36       | 10    |
| B. S. C. Young Boys | Suiza      | 2017-2023 | 251      | 75    |
| Norwich City F. C.  | Inglaterra | 2023-2024 | 50       | 6     |
| B. S. C. Young Boys | Suiza      | 2025-     | 20       | 11    |

## Palmarés

### Campeonatos nacionales
| Título             | Club                | País  | Año  |
| ------------------ | ------------------- | ----- | ---- |
| Superliga de Suiza | B. S. C. Young Boys | Suiza | 2018 |
| Superliga de Suiza | B. S. C. Young Boys | Suiza | 2019 |
| Superliga de Suiza | B. S. C. Young Boys | Suiza | 2020 |
| Copa de Suiza      | B. S. C. Young Boys | Suiza | 2020 |
| Superliga de Suiza | B. S. C. Young Boys | Suiza | 2021 |
| Superliga de Suiza | B. S. C. Young Boys | Suiza | 2023 |
| Copa de Suiza      | B. S. C. Young Boys | Suiza | 2023 |